# Pronolagus crassicaudatus
Il coniglio di roccia maggiore o coniglio di roccia del Natal (Pronolagus crassicaudatus I. Géoffroy, 1832) è un mammifero lagomorfo della famiglia dei Leporidi.

## Distribuzione
Con due sottospecie (Pronolagus crassicaudatus crassicaudatus e Pronolagus crassicaudatus ruddi) la specie è diffusa lungo la costa orientale del Sudafrica ed in Mozambico meridionale.

Il suo habitat è costituito dalle aree rocciose e leggermente in quota, con presenza di prati montani od aree con copertura cespugliosa consistente.

## Descrizione

### Dimensioni
Misura fino a 45 cm di lunghezza, per un peso che in natura raramente oltrepassa i 3 kg.

### Aspetto
Il corpo è allungato, con zampe piuttosto corte (atte alla corsa su ambienti accidentati piuttosto che al salto) ed occhi ed orecchie di dimensioni ridotte, mentre la coda è insolitamente grande.
Il pelo è di colore bruno-rossiccio, con tonalità color ruggine più accentuate su zampe, nuca e coda, mentre sulla groppa il pelo assume un colore bruno-grigiastro fortemente brizzolato di nero. Di tale colore sono anche le orecchie.

## Biologia
Si tratta di una specie dalle abitudini notturne e solitarie, che durante il giorno riposa nella fenditure della roccia o nel folto della vegetazione. È un animale estremamente schivo e diffidente, che al minimo rumore sospetto si rifugia cautamente in qualche riparo: qualora aggredito, corre zigzagando fino al rifugio più vicino, a volte emettendo forti fischi durante la fuga.

### Alimentazione
Il coniglio di roccia del Natal ha abitudini esclusivamente erbivore:  si nutre infatti di foglie, erbe e, qualora possibile, di frutta.

### Riproduzione
Poco si conosce sulle abitudini riproduttive di questa specie, timida ed assai elusiva: si ritiene tuttavia che esse non differiscano di molto da quelle degli altri appartenenti al genere Pronolagus.